# Momodou Sarr
Momodou Sarr (* 10. Dezember 1959 in Gambia) ist ein Leichtathlet aus dem westafrikanischen Staat Gambia, der sich auf die Kurzstrecke spezialisierte. Er nahm an zwei Olympischen Spielen teil.

## Olympia 1992
Momodou Sarr nahm bei den Olympischen Sommerspielen 1992 in Barcelona an einem Wettbewerb teil:
- Im Wettbewerb 4 × 100 m Staffel lief er zusammen mit Dawda Jallow, Abdoulie Janneh und Lamin Marikong. Sarr lief als Zweiter der Staffel, die im Vorlauf mit 40,98 s Letzte wurde und sich damit nicht für das Halbfinale qualifizieren konnte.

## Olympia 1996
Momodou Sarr nahm bei den Olympischen Sommerspielen 1996 in Atlanta an einem Wettbewerb teil:
- Im Wettbewerb 4 × 100 m Staffel lief er zusammen mit Dawda Jallow, Cherno Sowe und Pa Modou Gai. Sarr lief als Erster der Staffel, die im Vorlauf mit 41,80 s Letzte wurde und sich damit nicht für das Halbfinale qualifizieren konnte.

## Persönliche Bestzeiten
- 100 Meter: 10,60 s (1992)